# The Silver Cord
The Silver Cord è un film del 1933 diretto da John Cromwell che era stato il regista del lavoro teatrale di Sidney Howard presentato a Broadway al John Golden Theatre il 20 dicembre 1926. La commedia, in tre atti, venne rappresentata fino al marzo 1927 per un totale di 112 recite. Tra gli attori in scena la sera della prima, vi era anche Laura Hope Crews nel ruolo della signora Phelps, ruolo che l'attrice riprenderà anche nella versione cinematografica.
Joel McCrea e Frances Dee - che si sposarono nell'ottobre 1933 diventando poi una delle coppie più solide di Hollywood - si conobbero sul set del film.

## Produzione
Il film fu prodotto da Pandro S. Berman, con produttore esecutivo Merian C. Cooper, per la RKO Radio Pictures.

## Distribuzione
Il copyright del film, richiesto dalla RKO Radio Pictures, Inc., fu registrato il 1º maggio 1933  con il numero LP3919.
Distribuito dalla RKO Radio Pictures, il film uscì nelle sale cinematografiche USA il 5 maggio 1933.